# Donovan Jackson (giocatore di football americano)
Donovan Jackson (Cypress, 4 dicembre 2002) è un giocatore di football americano statunitense che milita nel ruolo di guardia per i Minnesota Vikings della National Football League (NFL).

## Carriera universitaria
Jackson giocò a football a Ohio State dal 2021 al 2024. Nella sua prima stagione disputò tutte le 13 partite. L'anno seguente fu nominato guardia titolare e a fine stagione fu inserito nella formazione ideale della Big Ten Conference, la prima di tre selezioni consecutive. Nel 2024 vinse il titolo nazionale con Ohio State e fu premiato come All-American.

## Carriera professionistica

### Minnesota Vikings
Jackson fu scelto nel corso del primo giro (24º assoluto) del Draft NFL 2025 dai Minnesota Vikings.